# 歐幾里得太空望遠鏡
歐幾里得太空望遠鏡（英語：Euclid）是一個运行中的太空望遠鏡，屬於歐洲太空總署的宇宙願景2015-2025中的中型計畫，並且將與美国国家航空航天局合作進行。該計畫的目標是測繪宇宙中暗物质的大尺度分布結構，並確認暗能量的性質。該衛星的名稱來自古希臘數學家，「幾何之父」欧几里得 。
在俄羅斯入侵烏克蘭之前，歐幾里得衛星計劃於2023年由聯盟號發射。目前歐幾里得衛星於2023年7月1日由獵鷹9號Block 5在美國甘迺迪角發射升空。

## 任務概要
歐幾里得衛星的巡天範圍將覆蓋1萬5千平方度（其中40平方度是深度巡天），大約是全天的一半（不含銀河系）。
歐幾里得衛星的主要任務是宇宙學，並且可能執行其他附加的科學研究。其中一個方案就是以偵測微重力透鏡的方式搜尋低溫低質量太陽系外行星。
歐幾里得衛星使用口徑1.2公尺的柯爾施望遠鏡，並使用以下三個感應器：
- 可見光 CCD，觀測範圍內可觀測到視星等24.5等恆星以觀測重力透鏡。
- 近紅外線光度計，在紅外線的Y、J和H波段量測星系亮度。
- 近紅外線光譜儀，偵測每個視野中亮度高於22等的108個星系的紅外線光譜。

歐幾里得衛星將觀測超過全天三分之一範圍內最多20億個星系，讓天文學家對宇宙有更多的了解。

## 發展歷史
在歐幾里得衛星計畫前曾有兩個類似的計畫被提出，分別是「暗宇宙探測衛星」（Dark Universe Explorer，DUNE，計畫觀測弱重力透鏡）和「全天宇宙光譜探測衛星」（Spectroscopic All Sky Cosmic Explorer，SPACE，觀測重子聲學振盪）。這兩個計畫被視為重要性相當，並因此計畫進行合併兩者目的的任務以交叉驗證任務成果。
2011年10月5日，歐洲太空總署宣布歐幾里得衛星是兩個獲選執行計畫中的其中一個。
2013年1月24日，NASA 參與歐幾里得衛星計畫。NASA 在該計畫中將提供20個紅外線感應器。

## 觀測目標

### 弱重力透鏡
弱重力透鏡涉及到跨越宇宙一半以上年齡的數十億個星系形狀分析。當暗物質存在於觀測者所觀測星系的視線前方時，它不能被直接觀測，但它的重力可使後方星系光路改變。暗物質的質量決定光線路徑變化的程度，藉由觀測到3角分的變化就可了解暗物質的質量以及分布。暗物質的結構是隨時間變化的，並且受到屬於吸引力的重力和暗能量排斥力之間交互作用所影響。因此，研究星系的形狀可以得到關於暗物質和暗能量的資訊。

### 重子聲學振盪
重子聲學振盪，也被稱為星系群聚分析，則是針對暗能量的另一個獨立觀測。歐幾里得衛星對數千萬的星系距離的精準量測可以繪製宇宙擴張圖，並獲得更多暗能量促使宇宙擴張的知識。觀測星系如何群聚也是對暗物質的更進一步探索。

## 圖片集

歐幾里得對馬頭星雲的圖片。
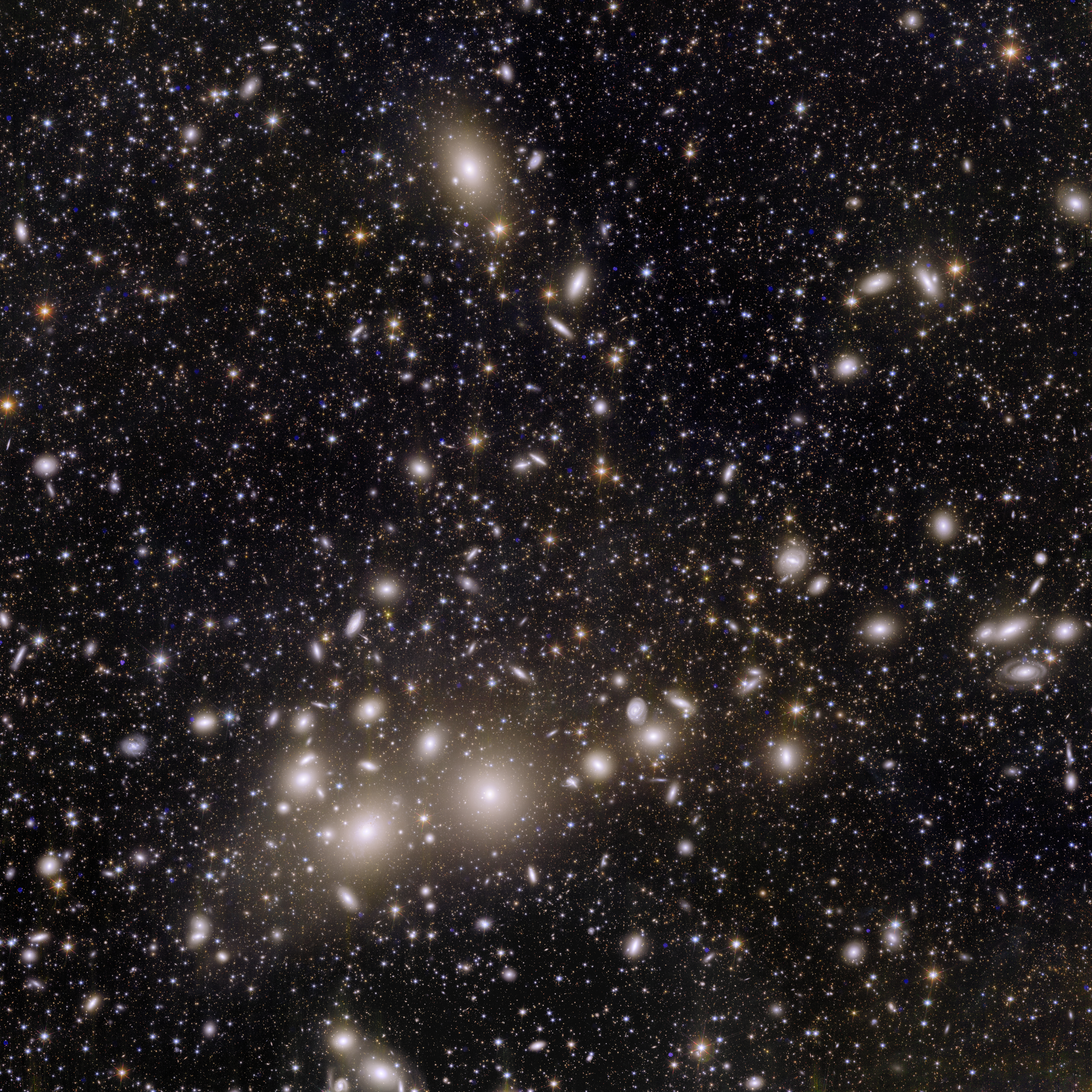
歐幾里得對英仙座星系團的圖片。
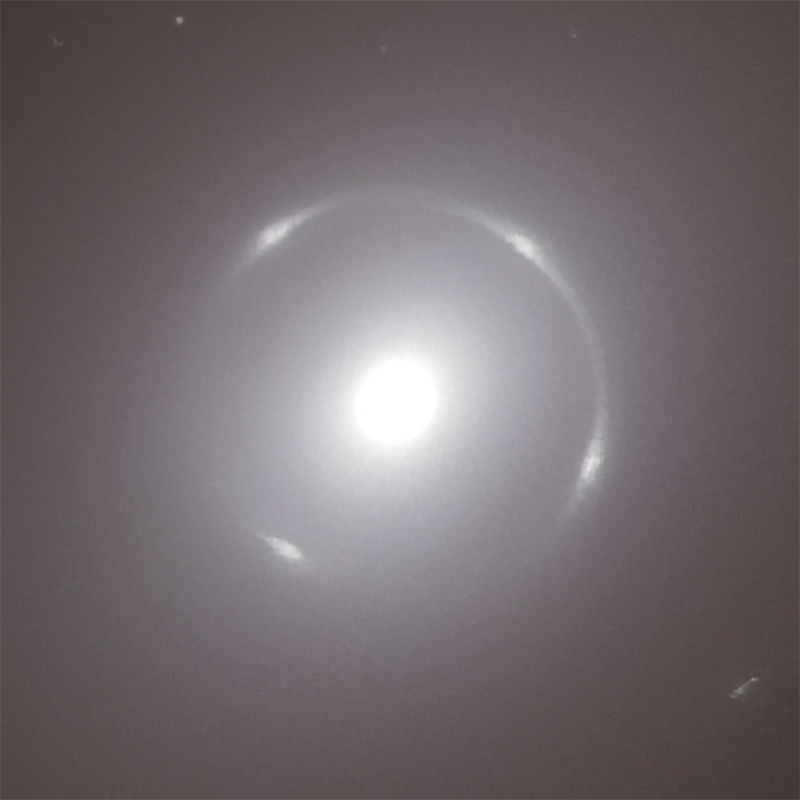
歐幾里得所拍攝近乎正圓形的NGC 6505愛因斯坦環。

## 外部連結
- Euclid homepage （页面存档备份，存于）
- Dark and bright: ESA chooses next two science missions （页面存档备份，存于）